# Joseph Dreyfus
Pour les articles homonymes, voir Dreyfus.
Joseph Dreyfus (1841-1909) est un homme d'affaires français, négociant, banquier et armateur qui fut cofondateur et directeur du groupe Louis-Dreyfus pour la France.

## Biographie
Joseph Dreyfus est né dans une famille juive de la ville de Sierentz en Alsace, il est le fils de Louis Lemlé Dreyfus (1798-1879), un fermier, et de sa deuxième épouse, Rachel Lévy (1814-1892). En 1869, il épouse Lucie Gutmann, fille d'un marchand de houblon allemand installé à Paris.

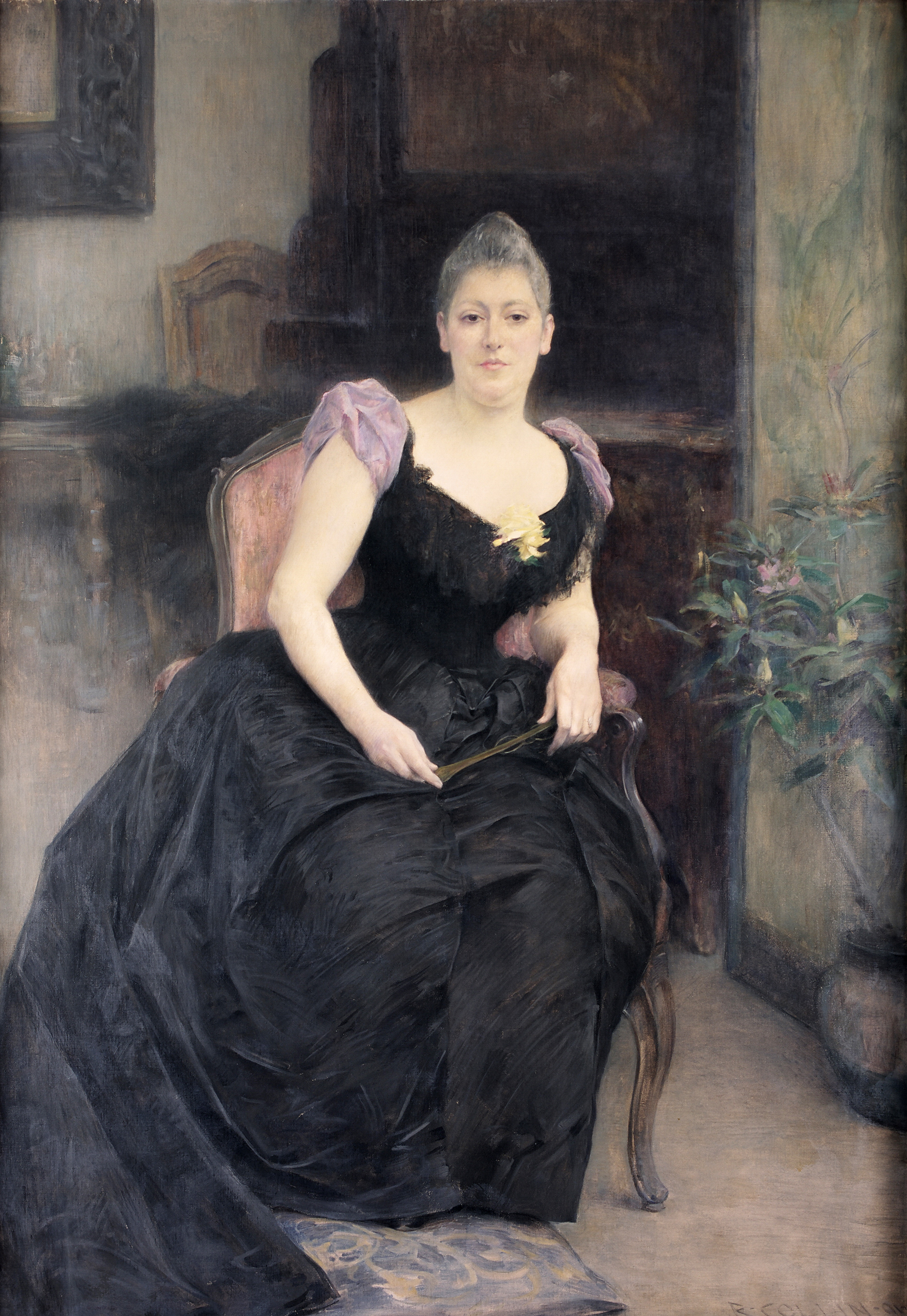
Lucie Dreyfus (née Gutman), par Raphaël Collin.

Il est fait chevalier de la Légion d'honneur en 1883.

### Association avec Léopold Dreyfus
En 1851, Léopold Louis-Dreyfus, demi-frère de Joseph, démarre l'activité qui deviendra plus tard le groupe Louis-Dreyfus. Lorsque Léopold transfert le siège de sa société à Zurich, Joseph le suit. C'est à Zurich que naît la première fille issue de l'union de Joseph et de son épouse Lucie Gutman, Marguerite Dreyfus.
En 1871, à la suite de la guerre franco-prussienne, Joseph opte pour la nationalité française et s'installe à Marseille. Là, il fonde la branche française du groupe Louis-Dreyfus, sous le nom de "Louis Dreyfus et Cie". Depuis Marseille, Joseph gère l'import de céréales provenant notamment d'Ukraine (alors russe) et transitant par le port d'Odessa jusqu'à Marseille.Il est réputé avoir ouvert la route du Blé de Taganrog. Il établit ainsi des comptoirs en Russie, en Valachie, en Suisse, aux États-Unis et dans l'Inde anglaise. II développe aussi le commerce de céréales avec l’Argentine et commence à y acheter des terres. L’Argentine deviendra un pays clé pour la famille Dreyfus qui y établira une partie de ses opérations mondiales tant de commerce que de transport maritime, notamment les bateaux n’ayant pas été mis à la disposition de la France libre du général de Gaulle, pendant la seconde guerre mondiale.
En 1883, à la suite de l'ouverture du tunnel ferroviaire du Saint-Gothard, les tarifs de fret de la PLM deviennent trop élevés et Marseille risque de perdre son commerce avec la Suisse. Joseph Dreyfus se rend alors à Paris pour convaincre Gustave Noblemaire, directeur de la PLM, de rétablir la situation de transit par Marseille en abaissant ses tarifs. Noblemaire constate que les navires de la Louis Dreyfus débarquent désormais à Gênes, et aligne ses tarifs, permettant à nouveau aux marchandises à destination de la Suisse de transiter par Marseille.
Au moins quatre enfants de Joseph et Lucie Dreyfus naissent à Marseille: Armand (1872), Jeanne (1873), Camille (1876) qui mourra à Buenos Aires et Thérèse (1877). Cofondateur du groupe Louis Dreyfus, il vendra ses parts à son frère pour un montant équivalent à 3 milliards d’euros 2020.

### Joseph Dreyfus Frères
En 1883, Léopold et Joseph se séparent. Joseph s'associe alors à ses frères Nathan et Constant Dreyfus, ainsi qu'à son beau-frère Ruben Dreyfus, sous le nom de « Joseph Dreyfus Frères ». Il continue ainsi son activité de commerce de maïs, d'importation de grain, et de services bancaires, avec un bureau à Paris et une antenne à Londres sous le nom de "Dreyfus Brothers and Co".
Joseph et Lucie Dreyfus s'installent à Paris à la fin des années 1870, où naîtra leur dernière fille, Paule.

### J. Dreyfus & Cie.
En février 1891, Joseph Dreyfus quitte la compagnie « Joseph Dreyfus Frères », qui devient « Dreyfus Frères et Cie. ».
Il fonde alors sa propre entreprise, la société « J. Dreyfus et Cie », dont il est le seul gérant, basée à Paris. Cette société a également pour objet le commerce de céréales et de toute autre marchandises en France et à l'étranger, ainsi que les opérations de banque. Elle ouvre rapidement des succursales à Odessa et à Rostoff.
La J. Dreyfus & Cie est liquidée en janvier 1895.
Le fils aîné de Joseph, Armand Dreyfus, relance les activités de commerce, de transport et de banque familiales à partir des années 1890, en implantant plusieurs estancias dans la banlieue de Buenos Aires, en Argentine. Il s’associera notamment à Jorge Born et fera venir en Argentine Alfred Hirsch, futur président et actionnaire référent de Bunge Born. Il est un des fondateurs de la bourse de commerce de Rosario. Ses exécuteurs testamentaires seront Alfred Hirsch et son cousin germain Louis Louis-Dreyfus.

### Implication religieuse
En 1877, Joseph Dreyfus est élu au consistoire israélite de Marseille. Il sera ensuite président du consistoire.